# Tronco celiaco
Il tronco celiaco o arteria celiaca o anche tripode celiaco di Haller è un voluminoso ramo arterioso che nasce dall'aorta addominale a livello della dodicesima vertebra toracica.
Dopo circa due o tre centimetri dall'origine, dal tronco nascono tre rami arteriosi (da qui il nome di "tripode"):
- arteria gastrica sinistra;
- arteria epatica comune o gastroepatica
- arteria lienale o splenica.

## Rami terminali

### Arteria gastrica sinistra
Detta anche arteria coronaria stomacica, in quanto contorna la piccola curva dello stomaco, irrora lo stomaco. Termina anastomizzandosi con l'arteria gastrica destra,  ramo dell'arteria epatica propria. Fornisce rami anche all'esofago inferiore.

### Arteria splenica
L'arteria splenica percorre il margine superiore del pancreas ed è diretta alla milza. Nella sua porzione terminale, e prima di giungere alla milza dà origine ad un ramo l'arteria gastroepiploica sinistra che corre lungo la grande curva gastrica anastomizzandosi con l'arteria gastroepiploica destra, ramo dell'arteria gastroduodenale,  a sua volta ramo dell'Arteria epatica. Fornisce anche dei piccoli vasi: vasi retti per il corpo e il fondo dello stomaco; arterie gastriche brevi; arterie per il pancreas, che, in direzione medio-laterale, sono l'arteria pancreatica dorsale l'arteria grande pancreatica, l'arteria per la coda del pancreas. Questi tre rami sono anastomizzati tra loro e inviano un ramo anastomotico anche per le arcate anastomotiche pancreatico duodenali anteriore e posteriore, realizzando così un circolo anastomotico tra rami del tripode di Haller con rami dell'arteria mesenterica superiore.
L'arteria lienale entra nell'ilo della milza e si divide in rami segmentari che penetrano tramite trabecole connettivali entro il parenchima splenico per terminare, nella polpa rossa, con le arterie penicillari; è caratterizzata da un decorso estremamente tortuoso.

### Arteria epatica comune
L'arteria epatica comune assicura la vascolarizzazione del fegato, della colecisti e delle vie biliari. Si dirige a destra e verso l'alto per dividersi in arteria epatica propria, arteria gastrica destra e arteria gastroduodenale.

#### Arteria epatica propria
L'epatica propria decorre sul margine sinistro del legamento epatoduodenale o pars tensa del piccolo omento, a sinistra del coledoco e al davanti della vena porta, e penetra nel parenchima epatico tramite l'ilo del fegato, sulla faccia viscerale.

#### Arteria gastrica destra
L'arteria gastrica destra si dirige lungo la piccola curva gastrica anastomizzandosi con l'arteria gastrica sinistra ramo principale del tronco celiaco

#### Arteria gastroduodenale
L'arteria gastroduodenale dà origine all'arteria pancreaticoduodenale superiore e all'arteria gastroepiploica destra che si porta sulla grande curva anastomizzandosi con la sua omonima dell'altro lato.